# 4 octobre 2015
Le mardi 4 octobre 2015 est le 277e jour de l'année 2015.

## Décès
Par ordre alphabétique.
- Yves Barsacq, acteur et doubleur français.
- Tove Fergo, femme politique danoise.
- Félix Lendo, footballeur français.
- Eduardo Pavlovsky, dramaturge, acteur et psychiatre argentin.
- Dave Pike, vibraphoniste de jazz américain.
- Neal Walk, basketteur américain.
- Oganes Zanazanyan, footballeur soviétique, médaillé de bronze aux Jeux olympiques d'été de 1972.

## Événements
- Élections législatives au Kirghizistan.
- Élections législatives au Portugal.